# Ingrid Wolff
Ingrid Imelda Wolff, nach Heirat Benninga, (* 17. Februar 1964 in Den Haag) ist eine ehemalige niederländische Hockeyspielerin. Sie gewann mit der niederländischen Nationalmannschaft die olympische Bronzemedaille 1988. Sie war zweimal Weltmeisterin und einmal Europameisterin.

## Sportliche Karriere
Die 1,65 m große Stürmerin wirkte zwischen 1985 und 1992 in 115 Länderspielen mit, in denen sie 39 Tore erzielte.
Bei der Weltmeisterschaft 1986 in Amstelveen gewannen die Niederländerinnen ihre Vorrundengruppe vor den Kanadierinnen. Nach einem 3:1-Halbfinalsieg über die Neuseeländerinnen gewannen die Niederländerinnen das Finale gegen die deutschen Damen mit 3:0. Ingrid Wolff kam im Turnierverlauf auf drei Einsätze, im Finale wurde sie in der Schlussminute eingewechselt. Bei der Europameisterschaft 1987 in London gewannen die Niederländerinnen den Titel mit einem Finalsieg nach Verlängerung gegen die englische Mannschaft. Bei den Olympischen Spielen 1988 in Seoul unterlagen die Niederländerinnen im Halbfinale den Australierinnen mit 2:3. Im Spiel um Bronze bezwangen sie die britische Olympiaauswahl mit 3:1. Die Weltmeisterschaft 1990 wurde in Sydney ausgetragen, die Mannschaft des Gastgeberlandes waren die Olympiasiegerinnen von 1988. Die Australierinnen und die Niederländerinnen gewannen jeweils ihre Vorrundengruppe und setzten sich auch im Halbfinale durch, die Niederländerinnen mit einem 5:0 über die Engländerinnen. Im Finale siegten die Niederländerinnen mit 3:1. Bei den Olympischen Spielen 1992 in Barcelona belegten die Niederländerinnen wegen des schlechteren Torverhältnisses nur den dritten Platz in ihrer Vorrundengruppe und erreichten damit die Platzierungsspiele um die Plätze 5 bis 8. Am Ende wurden sie Sechste hinter den Australierinnen.
Auf Vereinsebene war Ingrid Wolff für den Amsterdamsche Hockey & Bandy Club aktiv, mit dem sie mehrfach die niederländische Meisterschaft und den EuroHockey Champions Cup gewann.